# Ségur
 Ségur  (en occitano Segur) es una población y comuna francesa, situada en la región de Mediodía-Pirineos, departamento de Aveyron, en el distrito de Millau y cantón de Vézins-de-Lévézou.

## Demografía
| 1031 | 896 | 803 | 738 | 662 | 623 |
| Para los censos de 1962 a 1999 la población legal corresponde a la población sin duplicidades (Fuente: INSEE [Consultar]) |     |     |     |     |     |